# L'Arbresle
L'Arbresle är en kommun i departementet Rhône i regionen Auvergne-Rhône-Alpes i östra Frankrike. Kommunen ligger i kantonen L'Arbresle som tillhör arrondissementet Lyon. År 2022 hade L'Arbresle 6 469 invånare.

## Befolkningsutveckling
Antalet invånare i kommunen L'Arbresle
| Referens: INSEE |